# Unico Wilhelm van Wassenaer
Unico Wilhelm van Wassenaer, nizozemski plemič, pravnik, diplomat in skladatelj, * 2. november 1692, Delden, † 9. november 1766, Haag.
Najbolj je znan po svojem delu Concerti Armonici, katerih avtorstvo je bilo dolgo časa sporno in pripisano drugim skladateljem.